# Изварино (усадьба)
«Изва́рино» — фрагментарно сохранившаяся дворянская усадьба середины XIX века, также известная как «Дом Абрикосовых», расположенная на левом берегу реки Ликова, напротив одноимённой деревни Новомосковского округа (бывшего Ленинского района) на территории посёлка детского дома «Молодая гвардия».
В XVIII веке имение Изварино принадлежало князьям Черкасским, которые унаследовали эти места в конце XVII века по женской линии от боярина князя Ф. Ф. Куракина. В XIX веке владельцы имения часто менялись: А. Романова (с 1812), помещицы Нефедьевы (1821-52), Бибиковы, Лапин (1878-90). Перед революцией усадьбой владел сын фабриканта А. И. Абрикосова по имени Владимир.
Кирпичный господский дом с мезонином (ныне сильно перестроен) и относительно неплохо сохранившийся флигель с мощным фронтоном возведены в середине XIX века, но стилизованы под формы раннего классицизма. С 1988 г. во флигеле помещался небольшой музей. Парк сильно зарос, узорные ворота снесены, традиционная беседка-ротонда обрушилась (примерно 12 лет назад).
Старая усадебная церковь была разрушена в советское время. На другой стороне реки, в деревне, сохранилась и действует краснокирпичная церковь Ильи Пророка (1902-04, русский проект Н. Садовникова и Б. Шнауберта). В XXI веке к ней была пристроена колокольня.